# Tommy Farrer
Leslie Thomas Farrer (22 tháng 12 năm 1922 – 16 tháng 11 năm 2017) là một cầu thủ bóng đá người Anh đại diện cho Vương quốc Anh tại Thế vận hội Mùa hè 1956. Farrer thi đấu với tư cách nghiệp dư cho Bishop Auckland và Walthamstow Avenue. Farrer mất vào tháng 11 năm 2017 ở tuổi 94.